# Zulip
Zulip je program zaměřený na rozhovor a podporu skupinové spolupráce mezi lidmi (rozdělené pracovní skupiny) vytvořený Jessicou McKellarovou a Timem Abbottem v roce 2012. Spojuje bezprostřednost rozhovoru s účinností řetězení myšlenek ve stylu vláken elektronické pošty. Tento přístup vede k tomu, že uživatel zachytí důležité rozhovory, zatímco pro něj nevýznamných myšlenek si nevšímá.

## Historie
Zulip byl původně vyvíjen jako soukromý software nově založenou společností s názvem Zulip, Inc., založenou v Cambridge (Massachusetts). V roce 2014 byla společnost, ještě když byl program ve fázi beta, získána společností Dropbox. V září 2015 byl zdrojový kód projektu Dropboxem otevřen pod licencí Apache. Dnes je čelní alternativou k nástrojům a službám, jako jsou Slack, HipChat nebo IRC, s více než 29000 potvrzenými změnami kódu, kterými přispělo na 450 lidí.

## Vlastnosti

### Posílání zpráv
- Odladění jazyka Markdown pro vedení rozhovoru: odrážkové seznamy, ztučnění písma, kurzíva. Zulip podporuje i konverzaci o matematice vedenou v LaTeXu
- Zábavné sebevyjádření pomocí zástupných obrázečků
- Vložené obrázky, záznamy a náhledy na zprávy: automatické vytvoření náhledu po odeslání odkazu; po klepnutí na náhled zobrazení zprávy v plné velikosti
- Nahrávání souborů jejich přetažením: nahrání a náhled na soubor po jeho přetažení do rámečku pro sepsání zprávy
- Kód a text: snadná diskuze nad kódem za použití bloků kódu Markdown (se zvýrazněním syntaxe). Diskuze nad textovými bloky pomocí blokové citace
- Přizpůsobitelné automatické odkazy: přizpůsobení značkování Zulipu pro automatické zpětné odkazování do sledování problémů nebo GitHubu při zadání “#1235” nebo ID změny (commit)

### Nastavitelná oznámení
- @-zmínky
- Oznámení pro celý kanál
- Oznámení na ploše
- Zvuková oznámení
- Elektronické zprávy (e-maily) pro důležité zmeškané zprávy
- Sledovaná slova
- Volitelné týdenní přehledové e-maily[10]

### Klávesové zkratky
Vše v Zulipu se dá udělat pomocí myši, což znamená, že to lze udělat ještě rychleji. Zvládnutím několika klávesových zkratek se zlepší zkušenost s používáním programu.